# خالد الكرخي
خالد الكرخي مواليد 15 أغسطس 1940 في بغداد، هو ملاكم عراقي محترف. شارك في دورة الألعاب الأولمبية الصيفية عام 1960 ودورة الألعاب الأولمبية الصيفية عام 1964.

## روابط خارجية
- خالد الكرخي على موقع أوليمبيديا (الإنجليزية)